# 斯沃尼奇
斯沃尼奇（Swanage）是位於英格蘭多塞特郡的一個海岸城鎮和民政教區。據2011年人口普查，斯旺納奇有人口9,601人。